# Yedikule

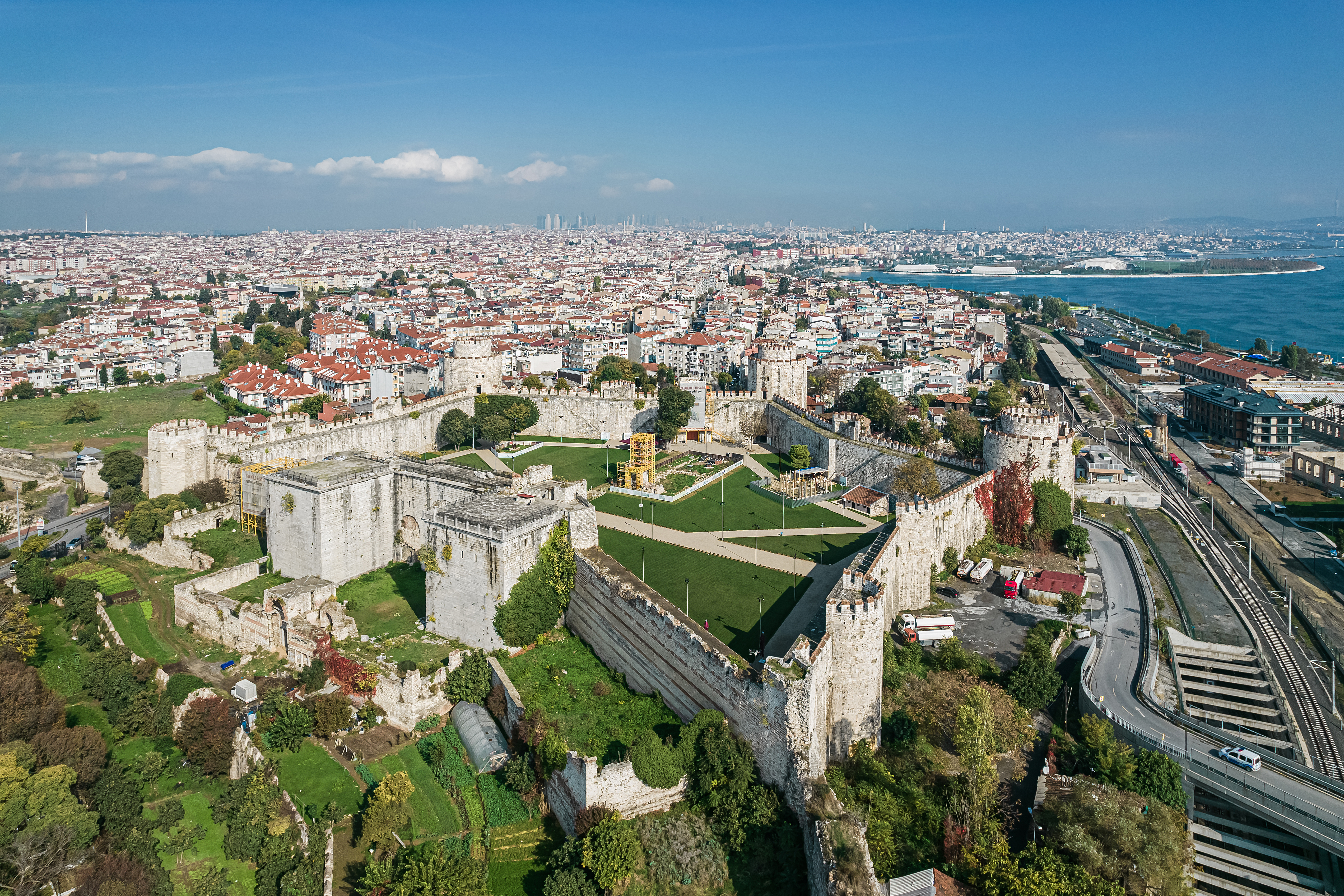
Luftbild von Yedikule

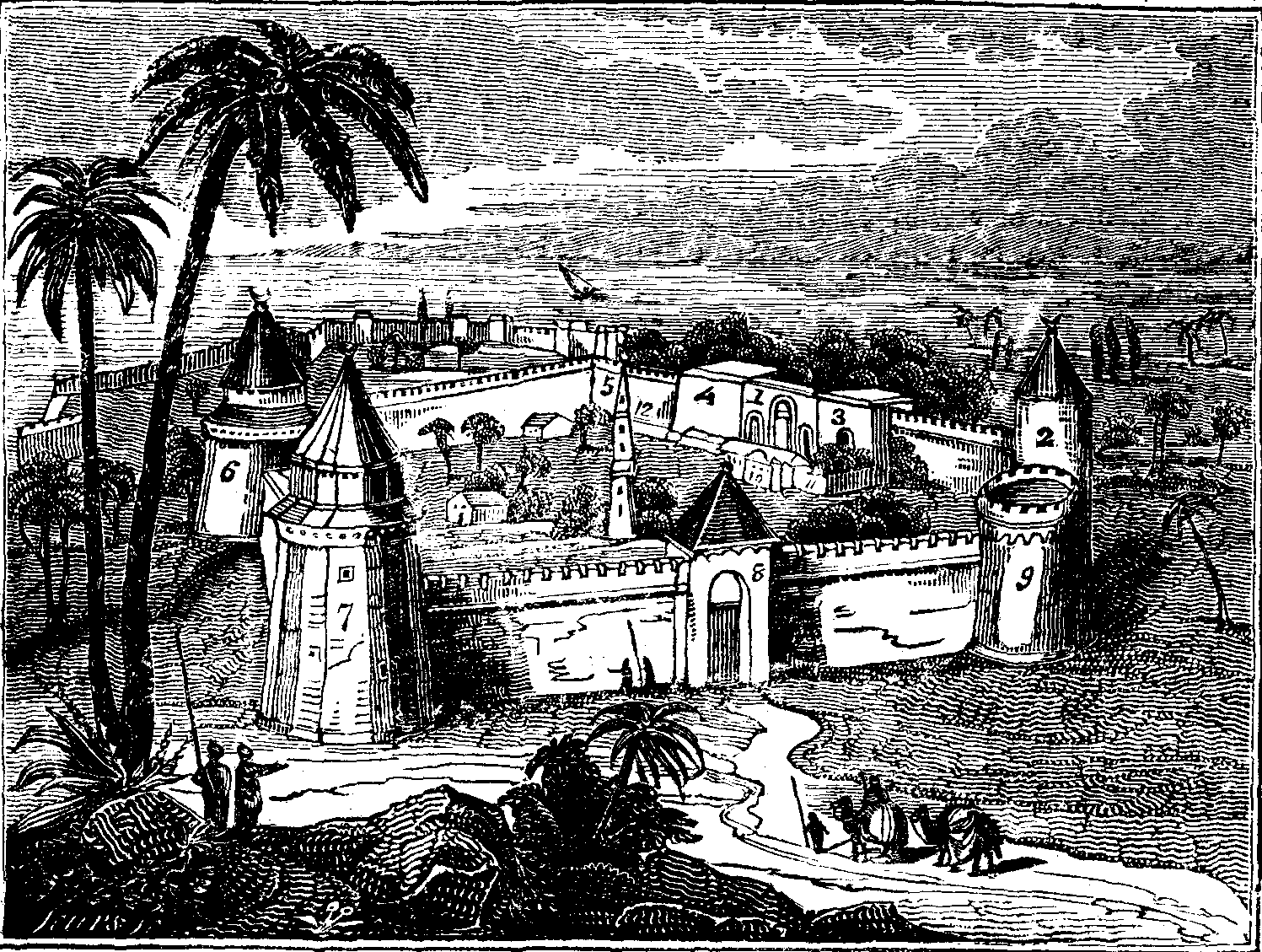
Die Burg der sieben Türme (1827)

Yedikule, die „Burg der sieben Türme“, liegt direkt an der Theodosianischen Landmauer (türk. Teodos II. Suru). Sie ist Teil einer Anfang des 5. Jahrhunderts unter Kaiser Theodosius II. errichteten, etwa 20 Kilometer langen Befestigungsanlage in Istanbul.
Die Anlage liegt direkt an der Mauer. Sie ist teils byzantinischen, teils osmanischen Ursprungs. Ihre Türme sind untereinander durch dicke Mauern verbunden. Den Osmanen diente sie als Kerker, Schatzkammer und Hinrichtungsstätte. Die  bekanntesten Hinrichtungsopfer von Yedikule waren der siebzehnjährige Sultan Osman II., der am 20. Mai 1622 in einem der Türme erdrosselt wurde, und der letzte Kaiser von Trapezunt, David Komnenos.